# John W. Fitzpatrick

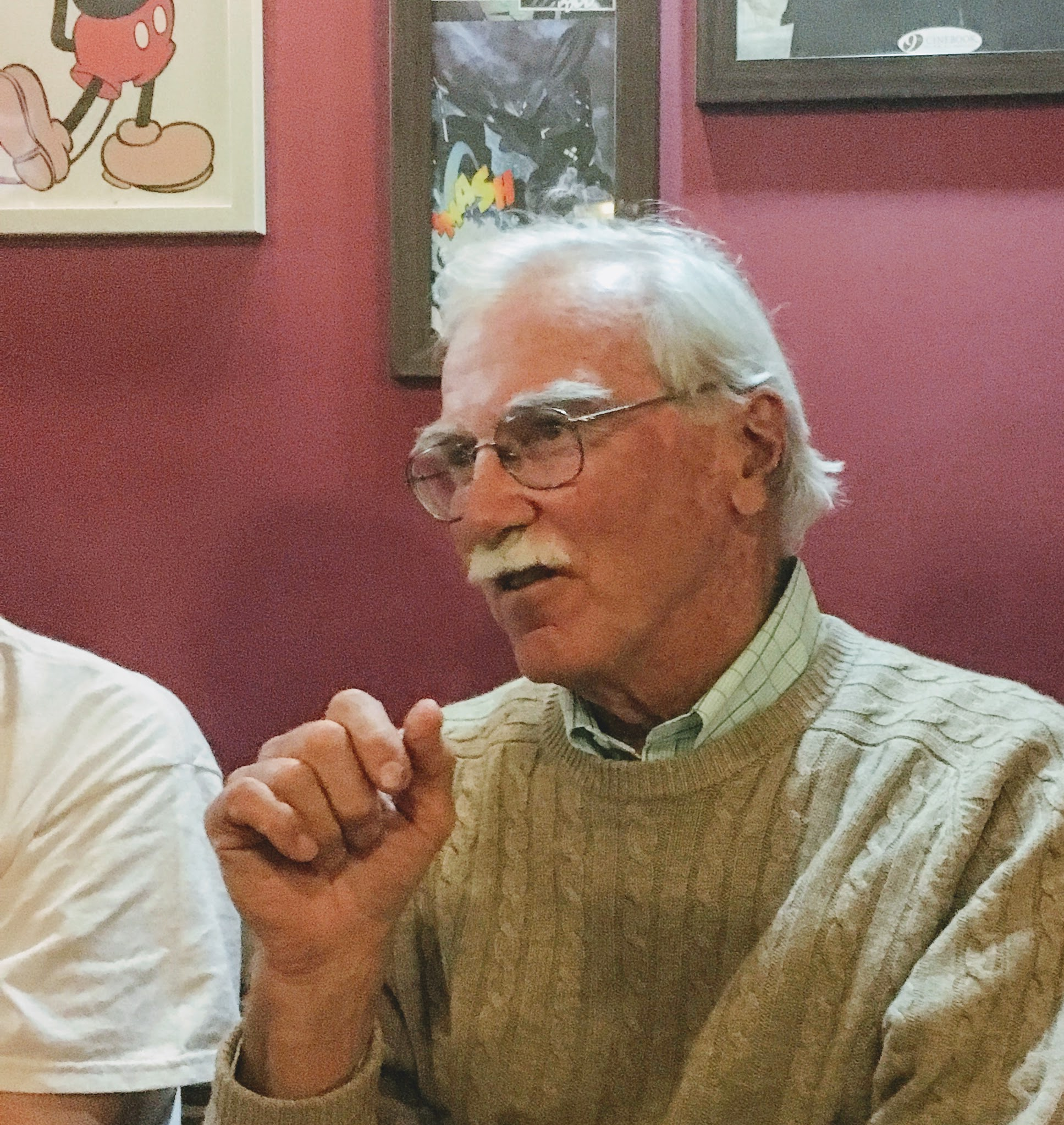
John W. Fitzpatrick

John Weaver Fitzpatrick (* 17. September 1951 in Saint Paul, Minnesota) ist ein US-amerikanischer Ornithologe, der vornehmlich durch seine Forschungsarbeit über die südamerikanische Avifauna und durch seine Schutzprojekte für den Florida-Buschhäher (Aphelocoma coerulescens) bekannt geworden ist.

## Leben
1974 graduierte Fitzpatrick mit der Auszeichnung magna cum laude zum Bachelor of Arts in Biologie an der Harvard University. 1978 wurde er mit der Dissertation Foraging behavior and adaptive radiation in the avian family Tyrannidae an der Princeton University zum Ph.D. in Biologie promoviert. Von 1978 bis 1989 war Fitzpatrick Leiter der Ornithologischen Abteilung und Vorsitzender der Abteilung für Zoologie am Field Museum of Natural History in Chicago.
Von 1988 bis 1995 war er Geschäftsführer der Archbold Biological Station, einer privaten Forschungsstiftung in Zentral-Florida. 1995 wurde Fitzpatrick Leiter (Luis Agassiz Fuertes Director) des Cornell Lab of Ornithology in Ithaca, New York. Ferner ist er Professor an der Abteilung für Ökologie und Evolutionsbiologie an der Cornell University. Daneben war er Mitglied im Verwaltungsrat des nationalen Verbandes der National Audubon Society von Florida sowie in der Organisation The Nature Conservancy.
Seit 1979 ist er gewähltes Mitglied der American Ornithologists’ Union. Von 2000 bis 2002 war er Präsident dieser Organisation.
Ein Großteil seiner früheren Forschungsarbeit widmete Fitzpatrick der neotropischen Avifauna. Er unternahm mehrere Expeditionen in entlegene Regionen Südamerikas, insbesondere ins westliche Amazonasbecken und zu den Ausläufern der Anden. Darüber veröffentlichte er 1996 ein Buch mit dem Titel Neotropical Birds: Ecology and Conservation. Fitzpatrick war Erstbeschreiber beziehungsweise Co-Beschreiber von sechs neuen Vogelarten, darunter der Bindenflügel-Zaunkönig (Henicorhina leucoptera), die Zimtkreischeule (Otus petersoni), die Blaue Sonnennymphe (Heliangelus regalis), der Manu-Ameisenfänger (Cercomacra manu), der Zimtbrust-Todytyrann (Hemitriccus cinnamomeipectus) und der Zimtgesicht-Laubtyrann (Phylloscartes parkeri) sowie die Unterart Atlapetes leucopterus paynteri der Spiegelbuschammer.
2004 war Fitzpatrick Co-Autor des Kapitels über die Familie der Tyrannen (Tyrannidae) im neunten Band des Handbook of the Birds of the World.
2005 sorgte ein Artikel von Fitzpatrick und anderen Ornithologen des Cornell Lab of Ornithology (darunter Tim Gallagher) im Fachjournal Science für Aufsehen, in dem die Wiederentdeckung des Elfenbeinspechts (Campephilus principalis) angekündigt wurde.
Fitzpatrick war Mitarbeiter in zwei Artenschutzprojekten, darunter 1992 im Arterhaltungsprogramm für die Hawaiikrähe. und von 2007 bis 2008 in einem Forschungsprojekt zur Wiederentdeckung des Elfenbeinspechts.
Gegenwärtig beschäftigt sich Fitzpatrick mit der Ökologie, der Naturschutzbiologie und der Populationsgenetik des gefährdeten Florida-Buschhähers als Teil einer Langzeitstudie, die er bereits 1969 in Zusammenarbeit mit Glenn Everett Woolfenden (1930–2007) mit einer Population farbberingter Vögel begonnen hatte. Über dieses Projekt veröffentlichten Fitzpatrick und Woolfenden 1985 ein Buch mit dem Titel The Florida Scrub Jay – Demography of a Cooperative-Breeding Bird.

## Auszeichnungen und Dedikationsnamen
1985 erhielten Fitzpatrick und Woolfenden für ihre Langzeitstudie über die Bestandsforschung, das Sozialverhalten und den Schutz des Florida-Buschhähers die William-Brewster-Medaille, die höchste Auszeichnung der American Ornithologists’ Union. 2005 wurde er mit Eisenmann Medal der Linnean Society of New York ausgezeichnet. 2011 wurde er mit dem Marion A. Jenkinson AOU Service Award geehrt, ein Preis der zu Ehren von Marion Anne Jenkinson (1937–1994), der ehemaligen Schatzmeisterin der American Ornithologists’ Union, gestiftet wurde. 2012 würdigten Glenn F. Seeholzer und seine Kollegen Fitzpatrick im Artepitheton des neuentdeckten Sirabartvogels (Capito fitzpatricki), in Anerkennung seiner Verdienste bei der Erforschung der peruanischen Avifauna.

## Werke (Auswahl)
- (mit I. J. Lovette): Handbook of Bird Biology 3. Auflage. John Wiley & Sons, 2016. ISBN 978-1-118-29105-4
- A. Coulon, J. W. Fitzpatrick, R. Bowman, I. J. Lovette: Mind the gap: genetic distance increases with habitat gap size in Florida scrub jays. In: Biology Letters, 23. August 2012, 8(4), S. 582–585, doi:10.1098/rsbl.2011.1244, PMID 22357936. Epub 22. Februar 2012
- A. Coulon, J. W. Fitzpatrick, R. Bowman, I. J. Lovette: Effects of habitat fragmentation on effective dispersal of Florida scrub-jays. In: Conservation Biology, 24. August 2010, (4), S. 1080–1088, doi:10.1111/j.1523-1739.2009.01438.x, PMID 20151985. Epub 11. Februar 2010.
- (mit F. B. Gill, M. Powers, K. V. Rosenberg): Introducing eBird: the union of passion and purpose. In: North American Birds, 2002, 56, S. 11–13.
- (mit D. F. Stotz): A new species of tyrannulet (Phylloscartes) from the Andean foothills of Peru and Bolivia. In: Ornithological Monographs, 48, 1997, S. 37–44, doi:10.2307/40157526
- (mit Douglas F. Stotz, Theodore A Parker, Debra K Moskovits): Neotropical Birds. 1996, ISBN 978-0-226-77629-3.
- (mit D. E. Willard): Cercomacra manu, a new species of antbird from southwestern Amazonia. In: Auk, 107, 1990, S. 239–245.
- (mit G. E. Woolfenden): The Florida Scrub Jay: Demography of a Cooperative-breeding Bird.  Monogr. Pop. Biol. No. 20, Princeton University Press, 1985